# Лінкольн (Англія)
Лінкольн (англ. Lincoln) — місто на сході Англії, адміністративний центр графства Лінкольншир у регіоні Іст-Мідлендс. Розташовано на підвищених берегах річки Вітем. Населення — 86,5 тис. мешканців (2004).

## Історія
У давнину на місці сучасного міста було укріплення IX римського легіону. У 71 році під захистом міцних стін була започаткована колонія Ліндум (Lindum) — центр провінції Flavia Caesariensis, який населяли відставні солдати. Досі машини в'їжджають у Лінкольн крізь арку, зведену римлянами (т. з. Newport Arch). Під час розкопок у Лінкольні археологи виявили численні прикмети античного міста — кладовища, терми, печі й навіть фонтан.
У ранньому середньовіччі Лінкольн стає одним з п'яти міст Данелага. Вдале розташування міста на перетині торговельних шляхів забезпечувало його достаток. Свого часу тут карбувалась монета. Під час завоювання Англії Вільгельм Завойовник звернув увагу на підвищене розташування Лінкольна і для забезпечення контролю над околицями наказав збудувати тут Лінкольнський замок. У часи середньовічних міжусобиць за володіння цим замком йшла запекла боротьба.

## Собор
У зв'язку з перетворенням Лінкольна на бастіон норманського володарювання в регіоні у 1071 році із занедбаного Дорчестера сюди переїхав єпископ. У найкоротший термін (до 1092 року) для нього було зведено собор. Ця споруда не раз страждала від пожеж, а у 1185 році й зовсім розвалилась через землетруси. У XIII столітті на його місці було збудовано новий собор — еталон англійської готичної архітектури. Це була перша будівля, що перевищила за висотою піраміду Хеопса. Вважається, що упродовж 250 років після побудови 160-метровий собор у Лінкольні залишався найвищою будівлею у світі.

## Відомі особистості
В поселенні народився:
- Томас Паунелл (1722—1805) — британський державний діяч.